# Jacques d'Ulm
Jacques d'Ulm (Ulm, 1407 - Bologne, 11 octobre 1491) est un dominicain peintre sur verre du Quattrocento et reconnu bienheureux par l'Église catholique.

## Biographie
Jacques naît à Ulm, 1407 s'arrêta à Bologne à l'âge de 35 ans lors d'un pèlerinage vers Rome. Il a été un moment condottiere à Naples et domestique à Capoue avant de retourner à Bologne avec les mercenaires du duc de Milan.
C'est lors de la visite à la basilique san Domenico qu'il se sentit attiré par la vie religieuse et en 1441 il devint frère convers au couvent Saint-Dominique de Bologne.
Il se dédia à la prière et à la mortification le reste de sa vie. Son humilité et son amour du prochain mirent en évidence un esprit de sainteté bien avant sa mort.
Le Pater Noster qui d'après ses dires « lui était plus doux que le miel » et la préparation (qui durait une nuit entière) à la communion eucharistique faisaient partie de ses principales dévotions.
Doué d'une grande sensibilité artistique, il a été un maître dans l'art du vitrail. On lui attribue l'un des grands vitraux de la Chapelle des Notaires de la basilique San Petronio.
Ambrosino da Tormoli a été un de ses élèves. Leur collaboration a duré trente trois ans. Après la mort du maître en 1491, Ambrosino a écrit La Vie du Beato Giacomo da Ulma publié à Bologne en 1501.
Le pape Léon XII confirme sa béatification le 3 août 1825. Ses reliques sont gardées  dans une urne placée sous l'autel qui lui est dédié dans la chapelle du Sacré-Cœur de la basilique San Domenico à Bologne.

## Œuvres
- Vitraux  de la Chapelle des notaires, basilique San Petronio à Bologne.

## Galerie

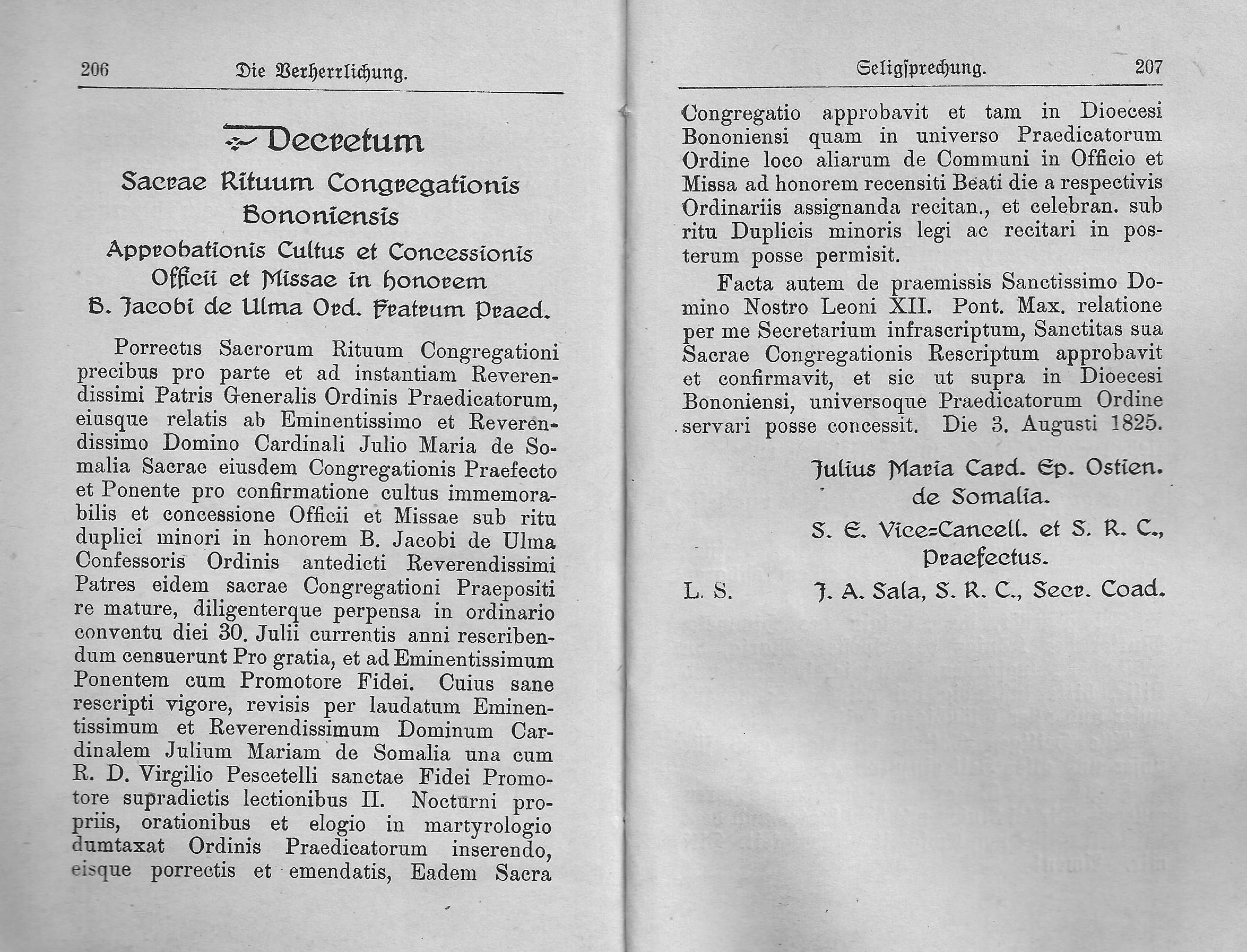
Décret latin du 3 août 1825 de la congrégation des Rites, approuvant le culte du bienheureux Jacques d'Ulm.
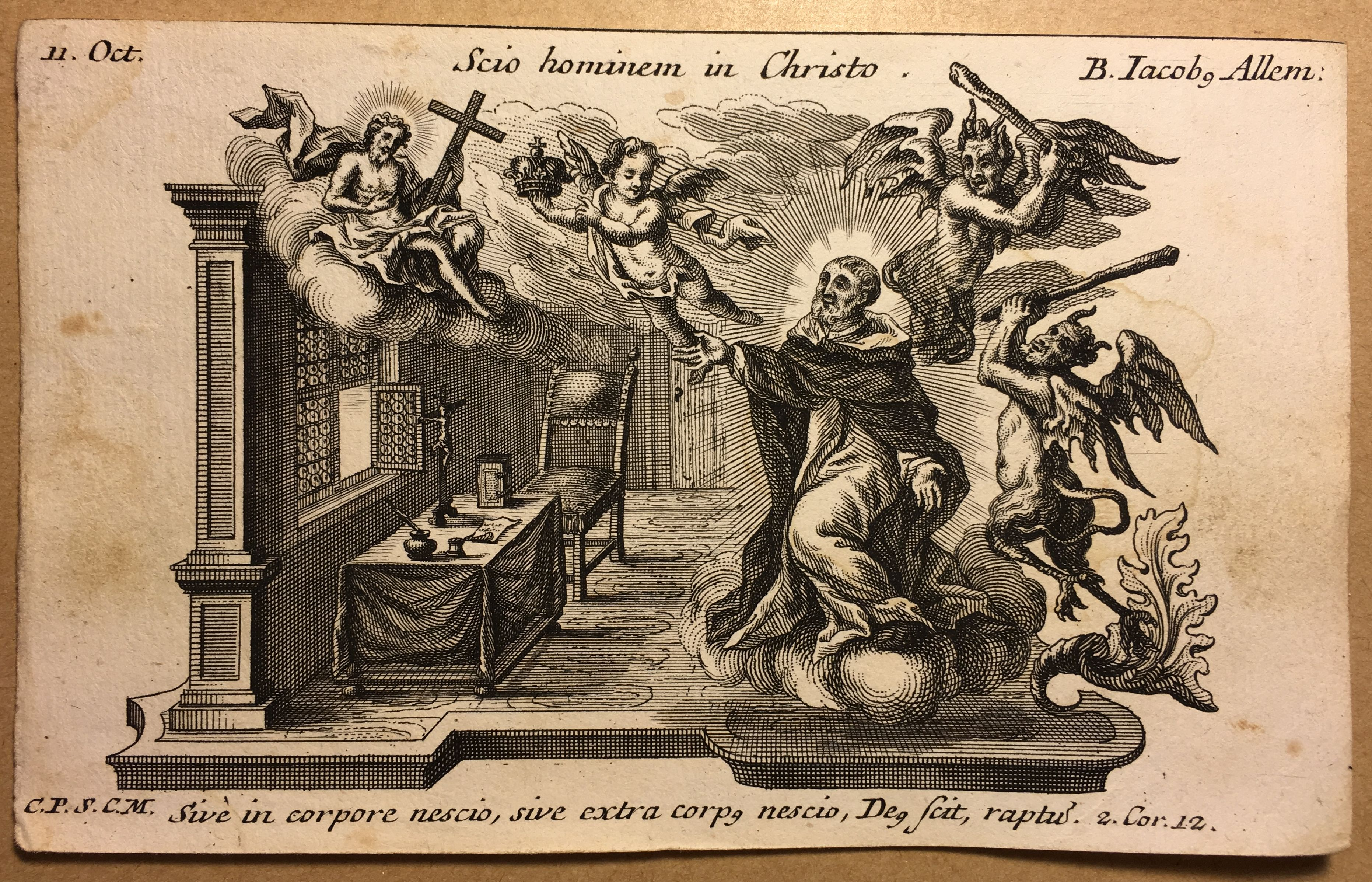
Représentation du bienheureux (Annus dierum Sanctorum publiée à Augsbourg, milieu du XVIIIe siècle).